# 1829 na arte

## Eventos
- A Academia Imperial de Belas Artes (Brasil) inaugura a sua primeira exposição pública de obras de arte.

## Nascimentos
| Data          | Nome                             | Profissão                                    | Nacionalidade | Observações | Ref   |
| ------------- | -------------------------------- | -------------------------------------------- | ------------- | ----------- | ----- |
| 23 de maio    | Guilherme António Correia        | pintor e professor                           | Portugal      | m. 1901     |       |
| 8 de junho    | John Everett Millais             | um dos fundadores da Irmandade Pré-Rafaelita | Reino Unido   | m. 1896     | [ 1 ] |
| 14 de julho   | João Cristino da Silva           | pintor da época romântica                    | Portugal      | m. 1877     |       |
| 3 de dezembro | António Xavier de Sousa Monteiro | escritor, compositor, pintor e bispo         | Portugal      | m. 1906     |       |

## Mortes
| Data | Nome | Profissão | Nacionalidade | Observações | Ref |
| ---- | ---- | --------- | ------------- | ----------- | --- |